# Wistarin
Wistarin ist ein Naturstoff, der im Jahr 1982 von Gregson und Ouvrier aus dem Hornkieselschwamm Ircinia wistarii isoliert wurde. Die Verbindung gehört zu den Sesterterpenen, einer seltenen Gruppe von Naturstoffen, die häufig als Sekundärmetabolite in Schwämmen der Dictyoceratida-Gattung am Great-Barrier-Reef vorkommen. Chemisch ist es ein tetracyclisches Furanosesterterpen, das strukturell mit Ircinianin eng verwandt ist. In I. wistarii wurde das (+)-Wistarin, in einer Ircinia-Art aus dem Roten Meer das (–)-Enantiomer gefunden. Die absolute Konfiguration beider Stereoisomere wurde 1997 durch Totalsynthese bestätigt.